# کف دریا

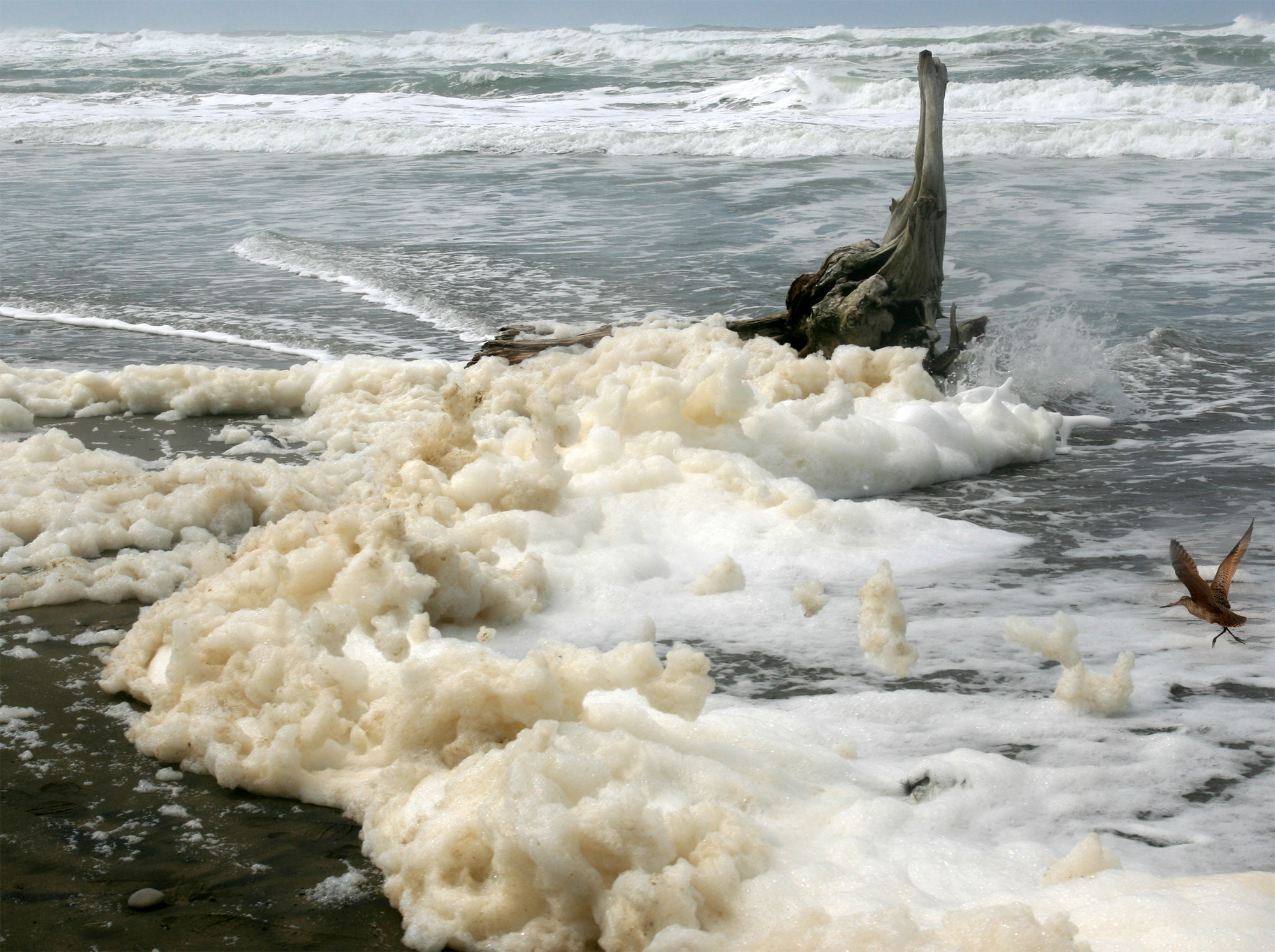
کف دریا شسته شده یا در ساحل دمیده شده‌است

کف دریا (به انگلیسی: Sea foam)، کف اقیانوس، کف ساحلی یا اسپوم spume نوعی کف است که در اثر هم زدن آب دریا ایجاد می‌شود، به‌ویژه زمانی که دارای غلظت‌های بالاتری از مواد آلی محلول (شامل پروتئین‌ها، لیگنین‌ها و لیپیدها) باشد که از منابعی مانند تجزیه فراساحلی از شکوفایی‌های جلبکی به دست می‌آید. این ترکیبات می‌توانند به عنوان ماده فعال سطحی یا عوامل کف‌کننده عمل کنند. همان‌طور که آب دریا با امواج شکننده در ناحیه موج‌سواری مجاور ساحل متلاشی می‌شود، مواد فعال سطحی در این شرایط متلاطم هوا را به دام می‌اندازند و حباب‌های پایداری را تشکیل می‌دهند که از طریق کشش سطحی به یکدیگر می‌چسبند.

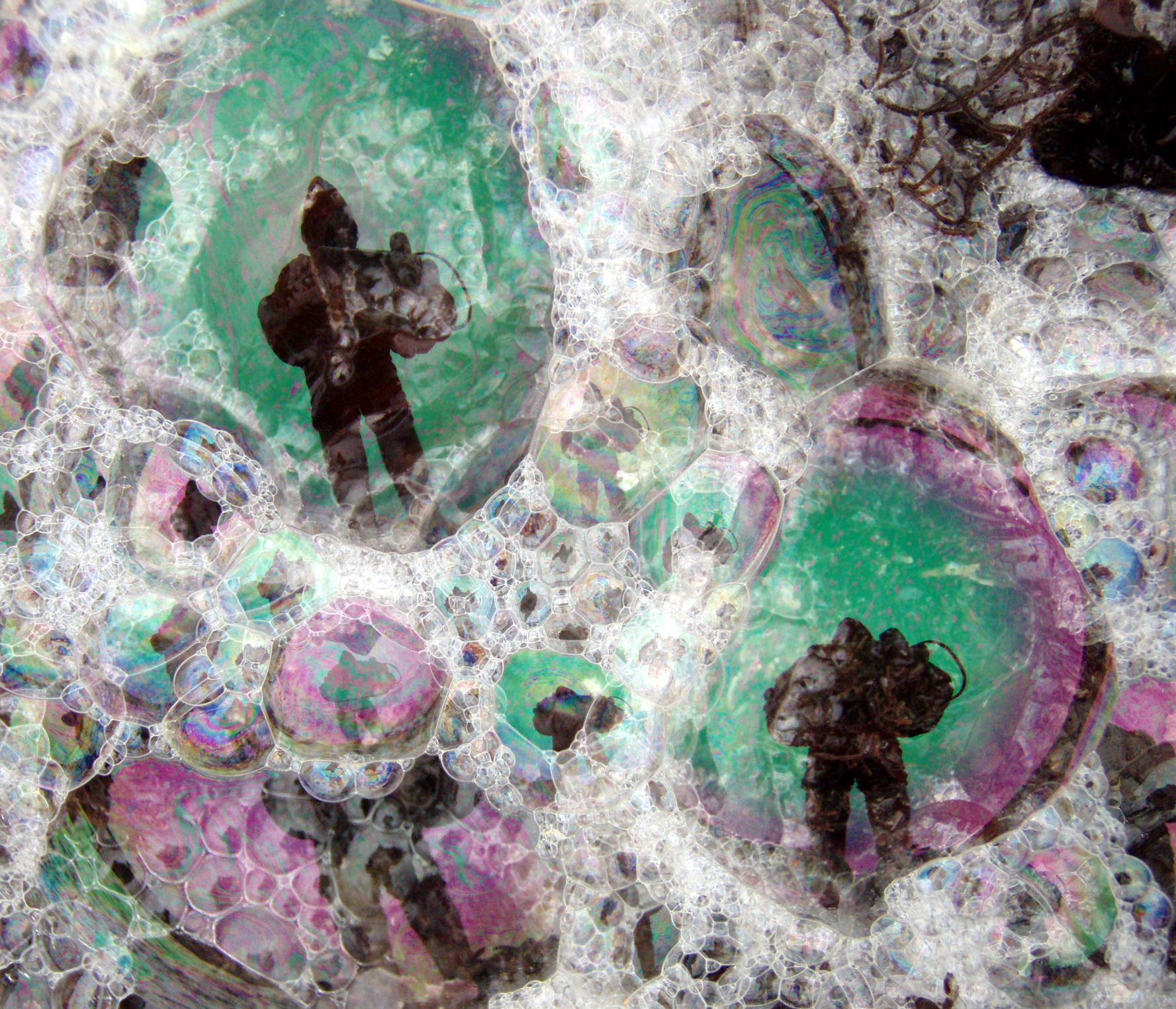
حباب‌های کف غنی‌شده با پلانکتون پس از کشند در استخر کشندی باقی مانده‌است.